# 大沼駅 (茨城県)
大沼駅（おおぬまえき）は、茨城県日立市東金沢町（ひがしかねさわちょう）二丁目にあった、日立電鉄日立電鉄線の駅（廃駅）である。

## 歴史
- 1947年（昭和22年）9月1日：日立電鉄線大甕 - 鮎川間の開通に伴い開業。
- 1979年（昭和54年）4月1日：新駅舎を建設。
- 2005年（平成17年）4月1日：日立電鉄線の廃線に伴い廃止。
- 2006年（平成18年）9月頃：駅舎が解体される。

## 駅構造

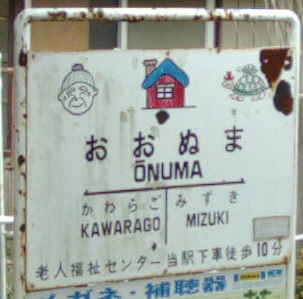
駅名標（2005年3月）

相対式ホーム2面2線を有する地上駅であった。開業当初から廃止まで有人駅であったが、ホームから駅舎を通らずに外に出ることができる構造となっていた。直営駅であったが、2005年（平成17年）3月の時点で、駅員は平日の6時50分から9時40分及び16時から19時にのみ配置された。
1979年（昭和54年）4月築の駅舎が廃止まで使用され、廃止後2006年（平成18年）9月頃に撤去された。この駅舎はコンクリート造りで、桜川駅のものとよく似た形であった。自動券売機の設置が1台あり、駅員無配置時間でも乗車券の購入が出来た。また乗車駅証明書発行機が設置されていた。

## 駅周辺
- 日立市立大沼小学校
- 日立エレクトリックシステムズ（現・日立パワーソリューションズ大沼工場）
- 多賀荷造
- 常磐鋼板
- 東金沢体育館
- 鶴ヶ塙老人ホーム

## 隣の駅
日立電鉄
日立電鉄線
水木駅 - 大沼駅 - 河原子駅